# Biserica evanghelică din Dârlos
Biserica evanghelică din Dârlos este un monument istoric aflat pe teritoriul satului Dârlos, comuna Dârlos. În Repertoriul Arheologic Național, monumentul apare cu codul 144562.01.01.

## Galerie

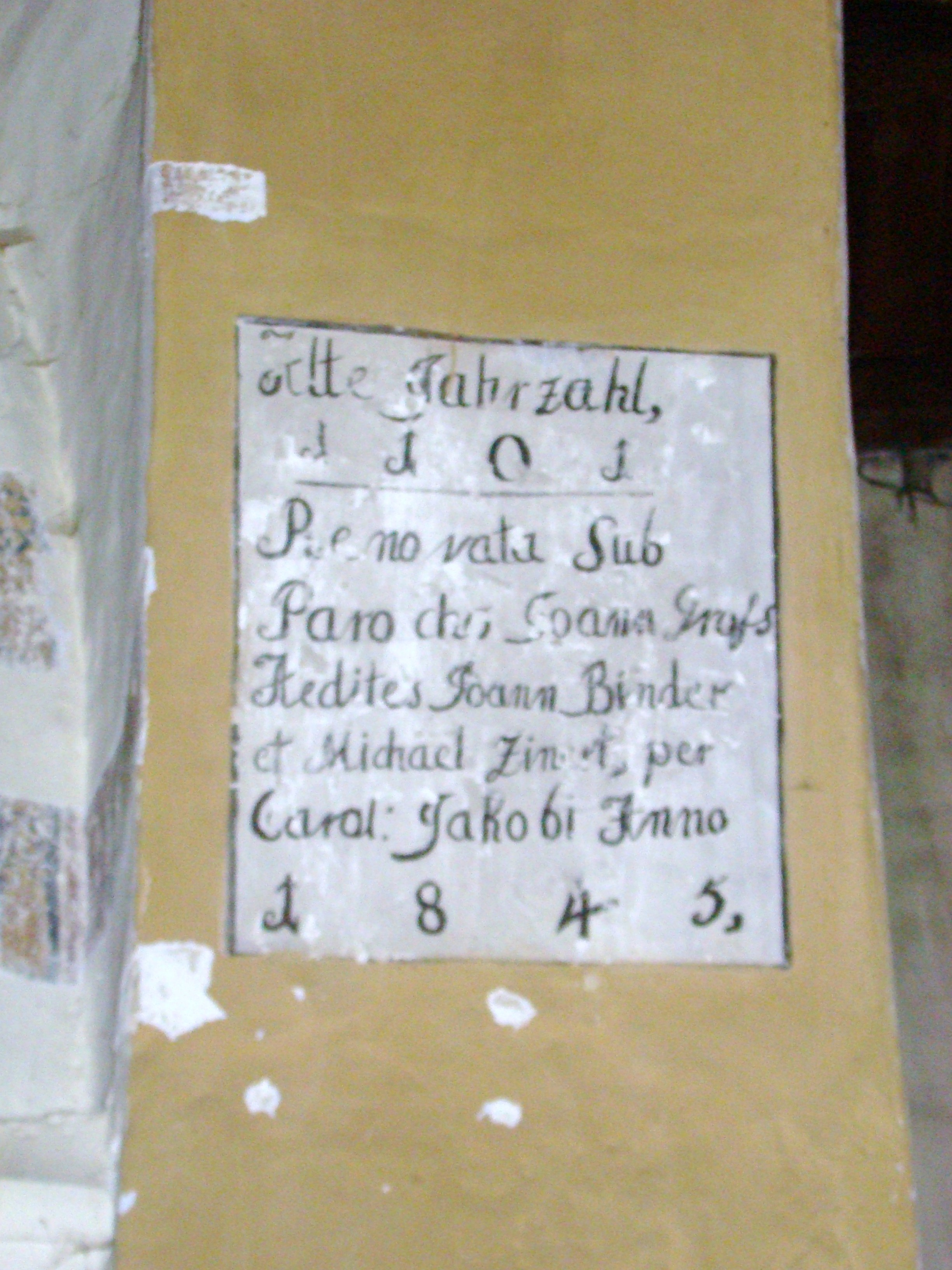
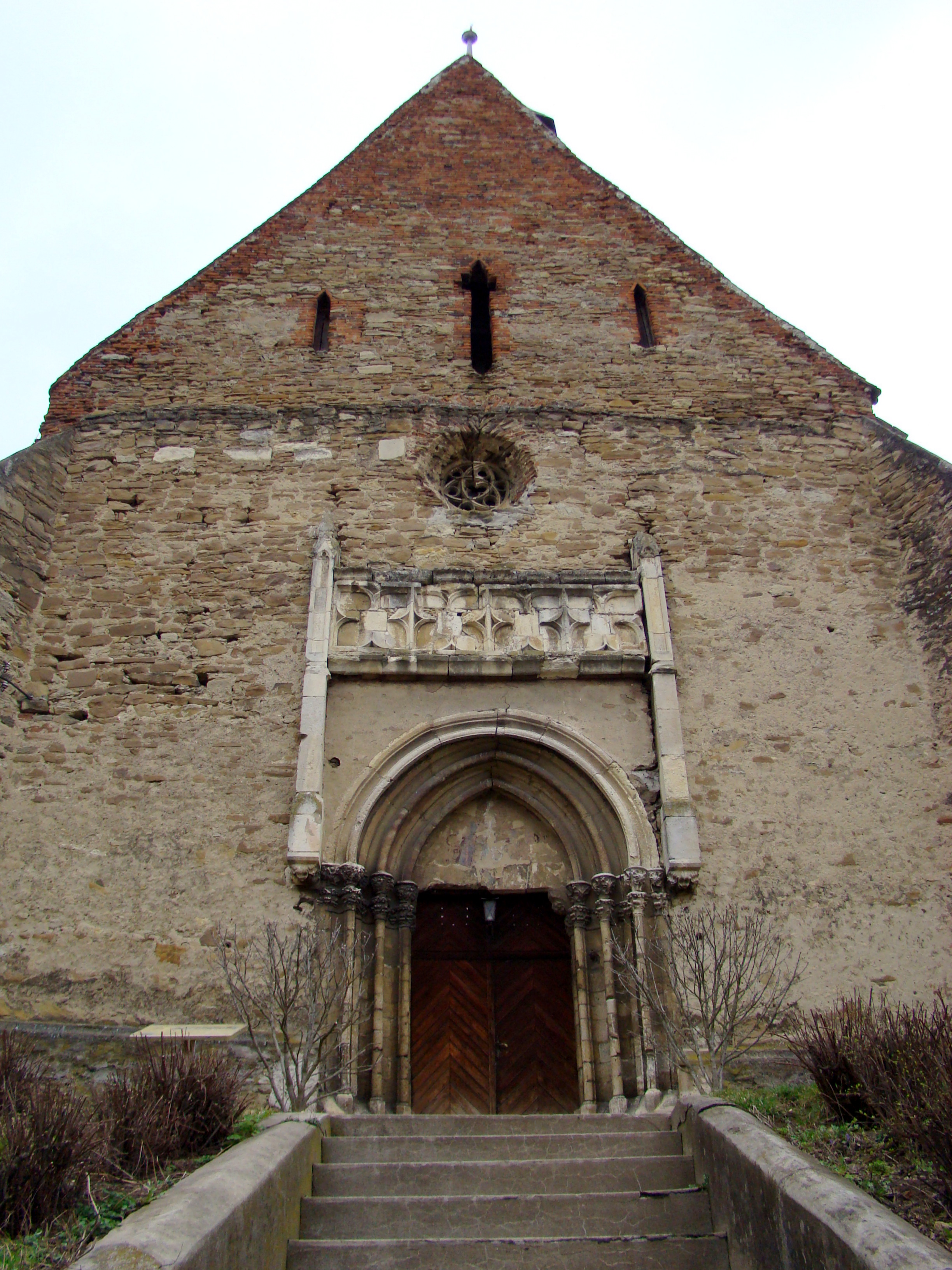
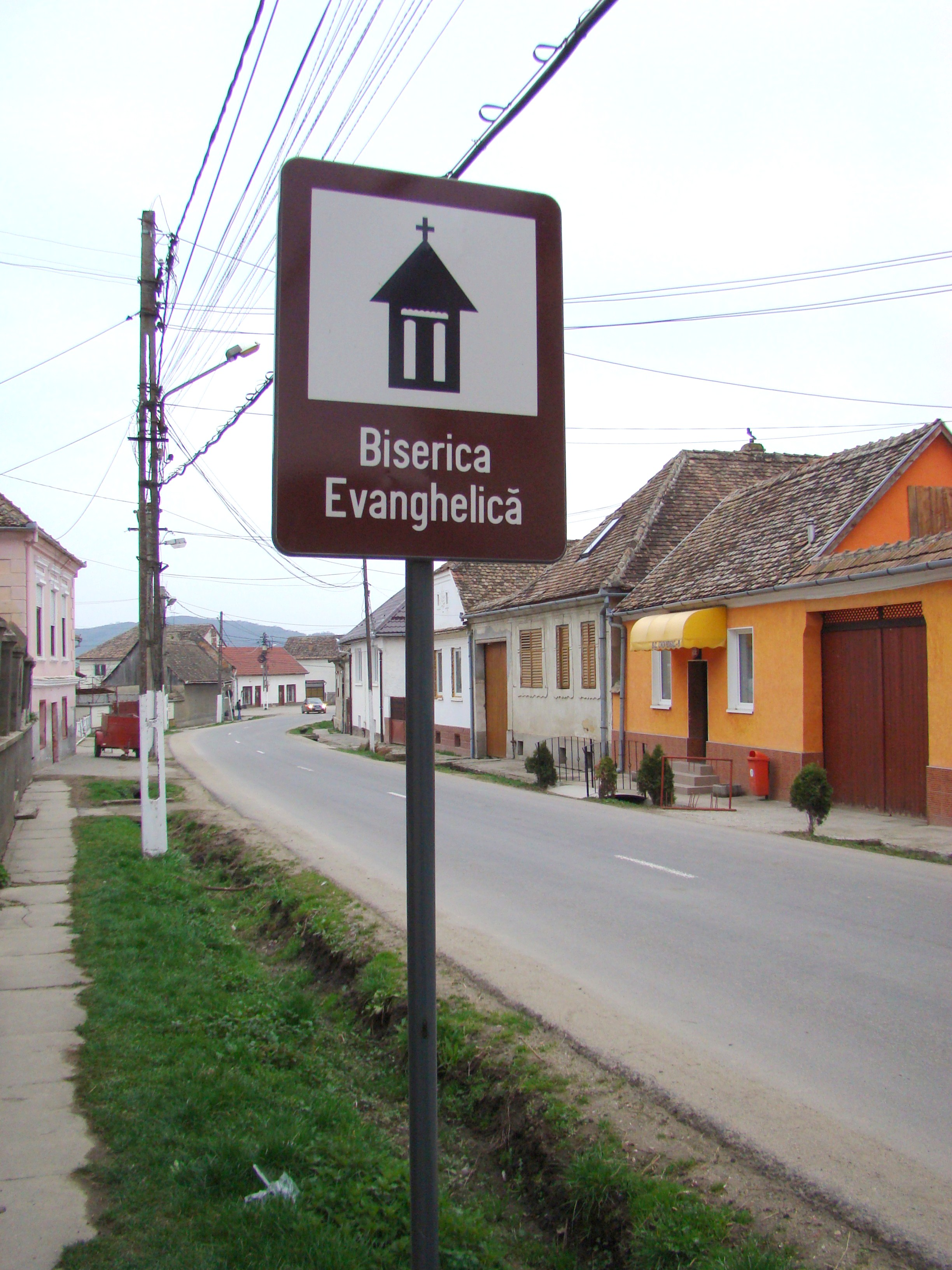
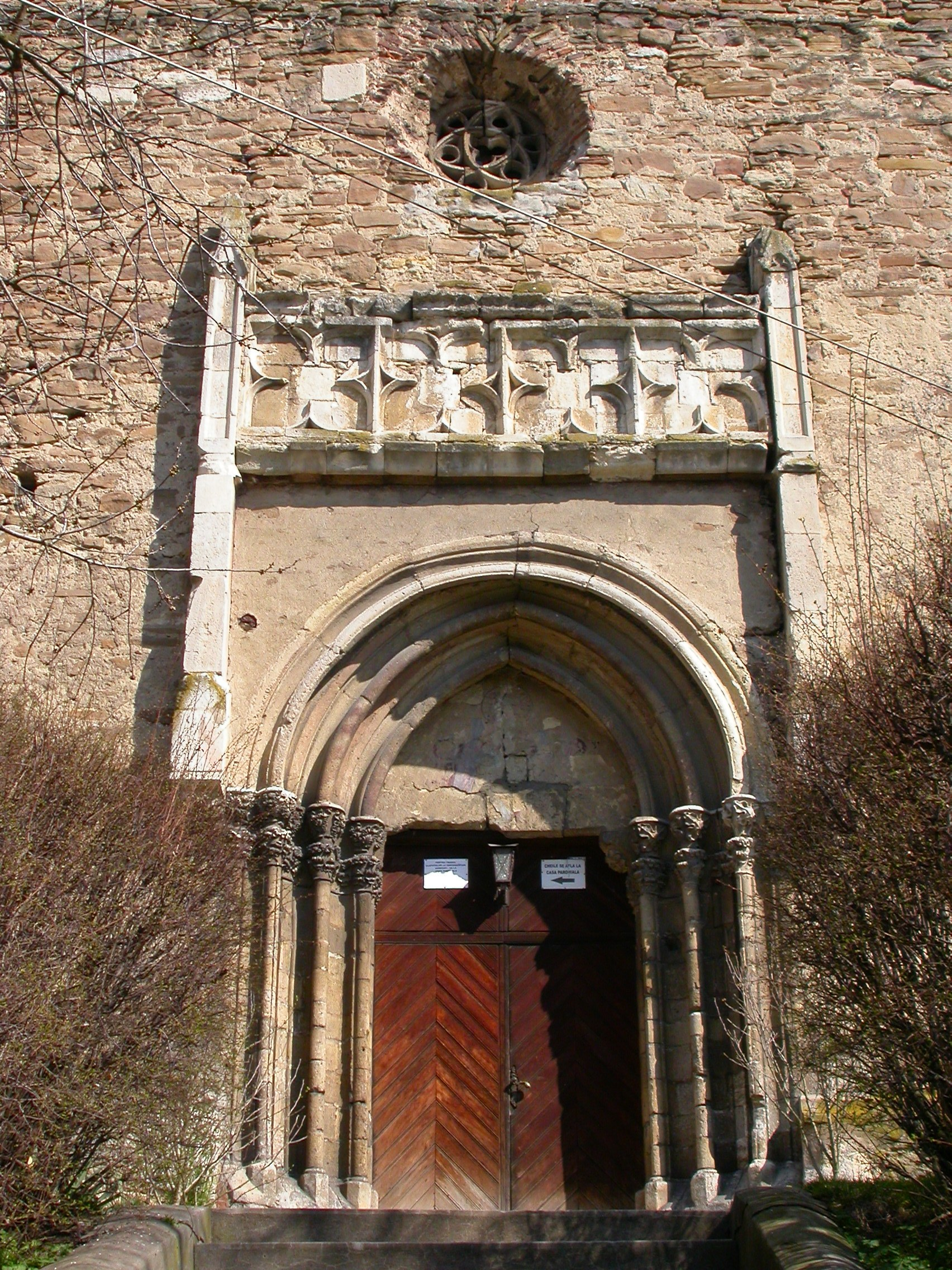
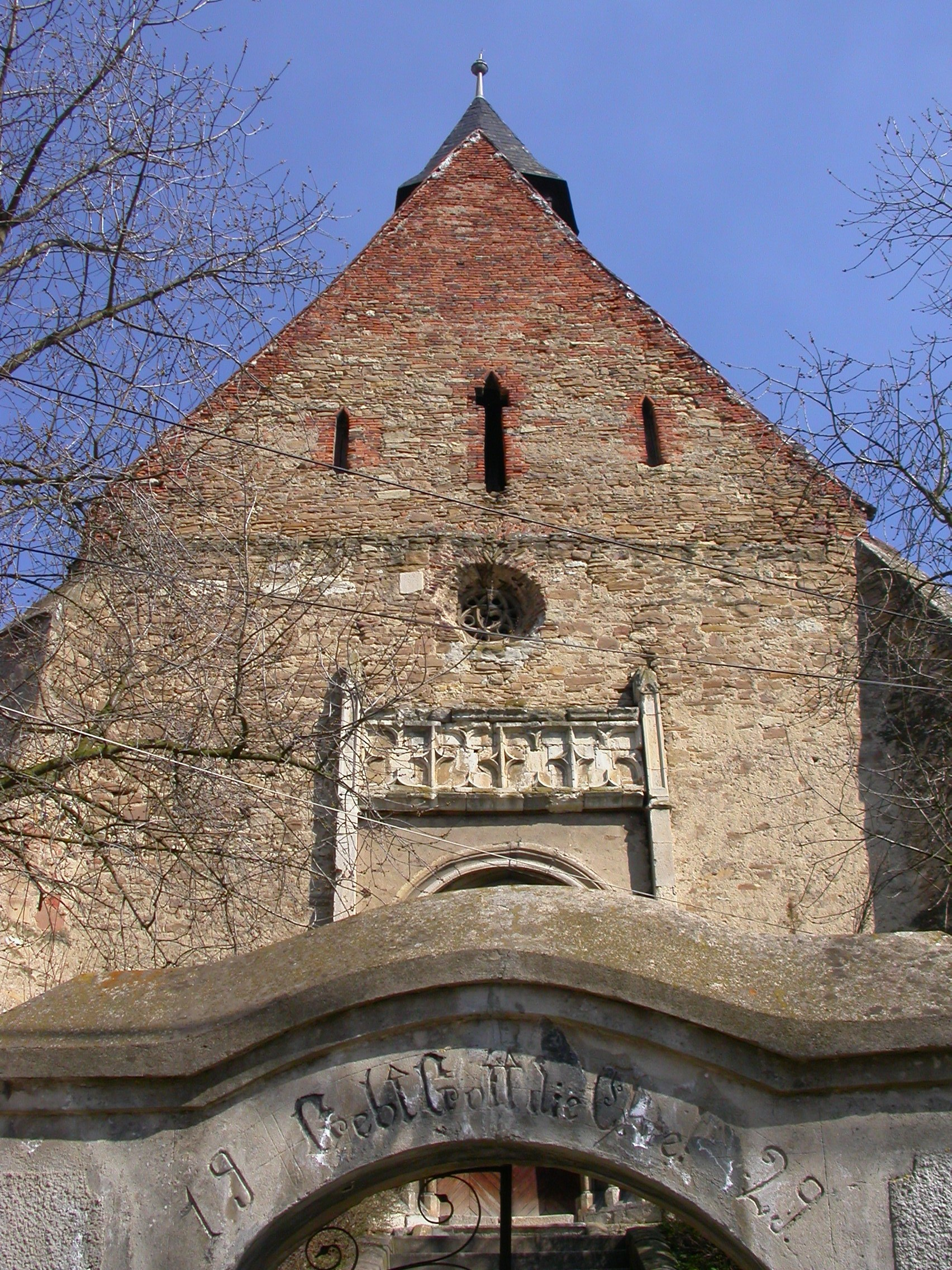
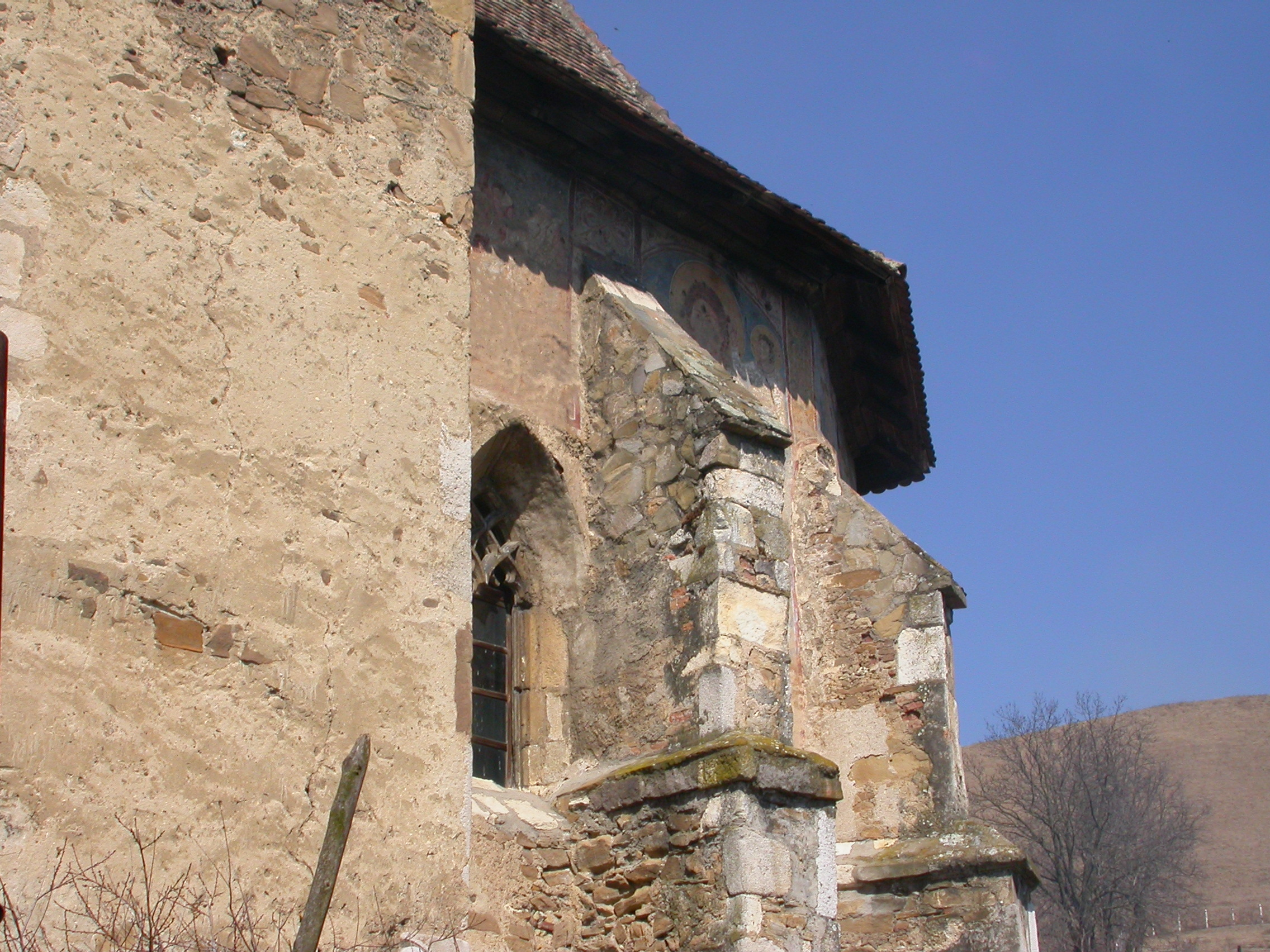
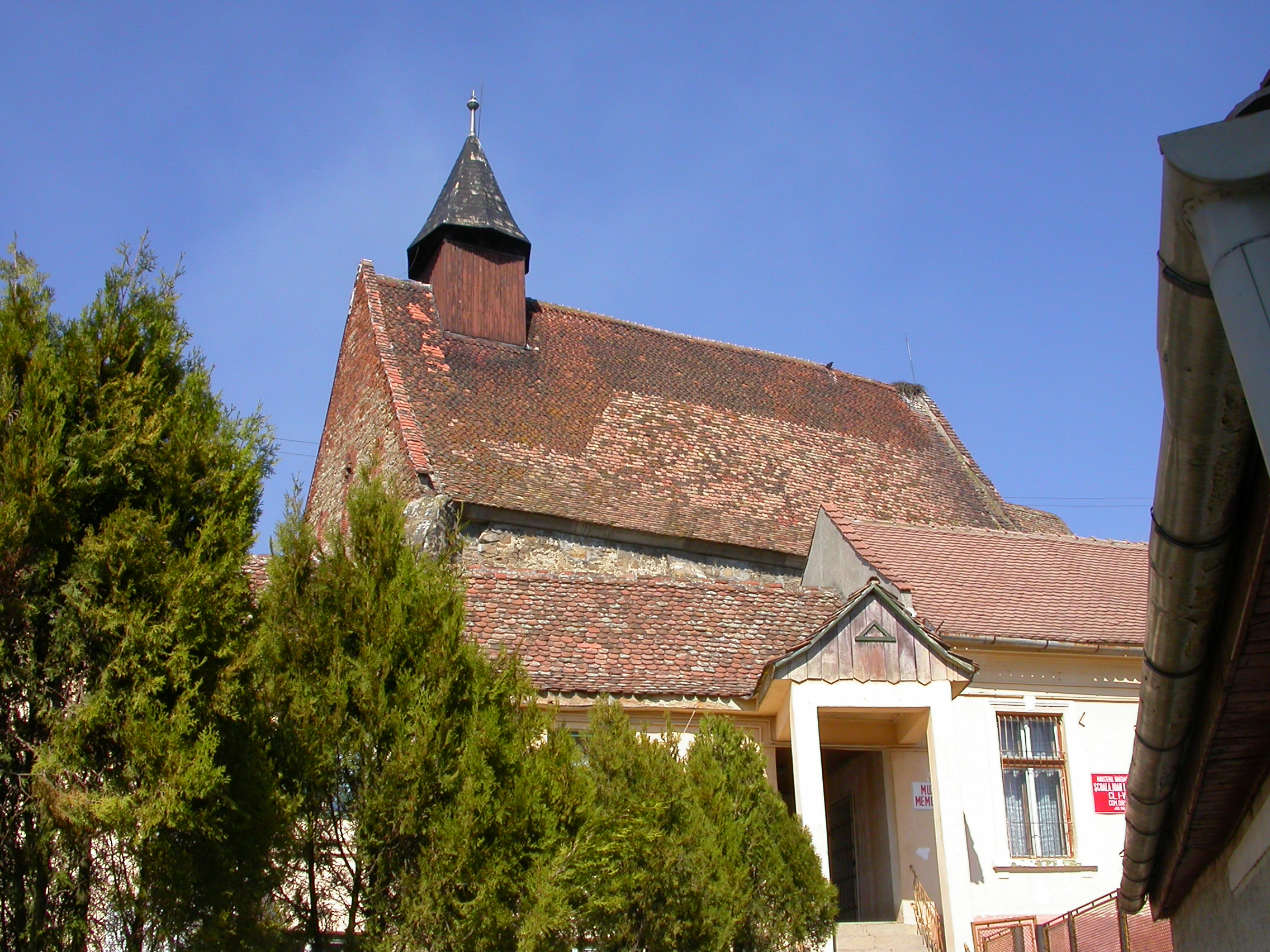
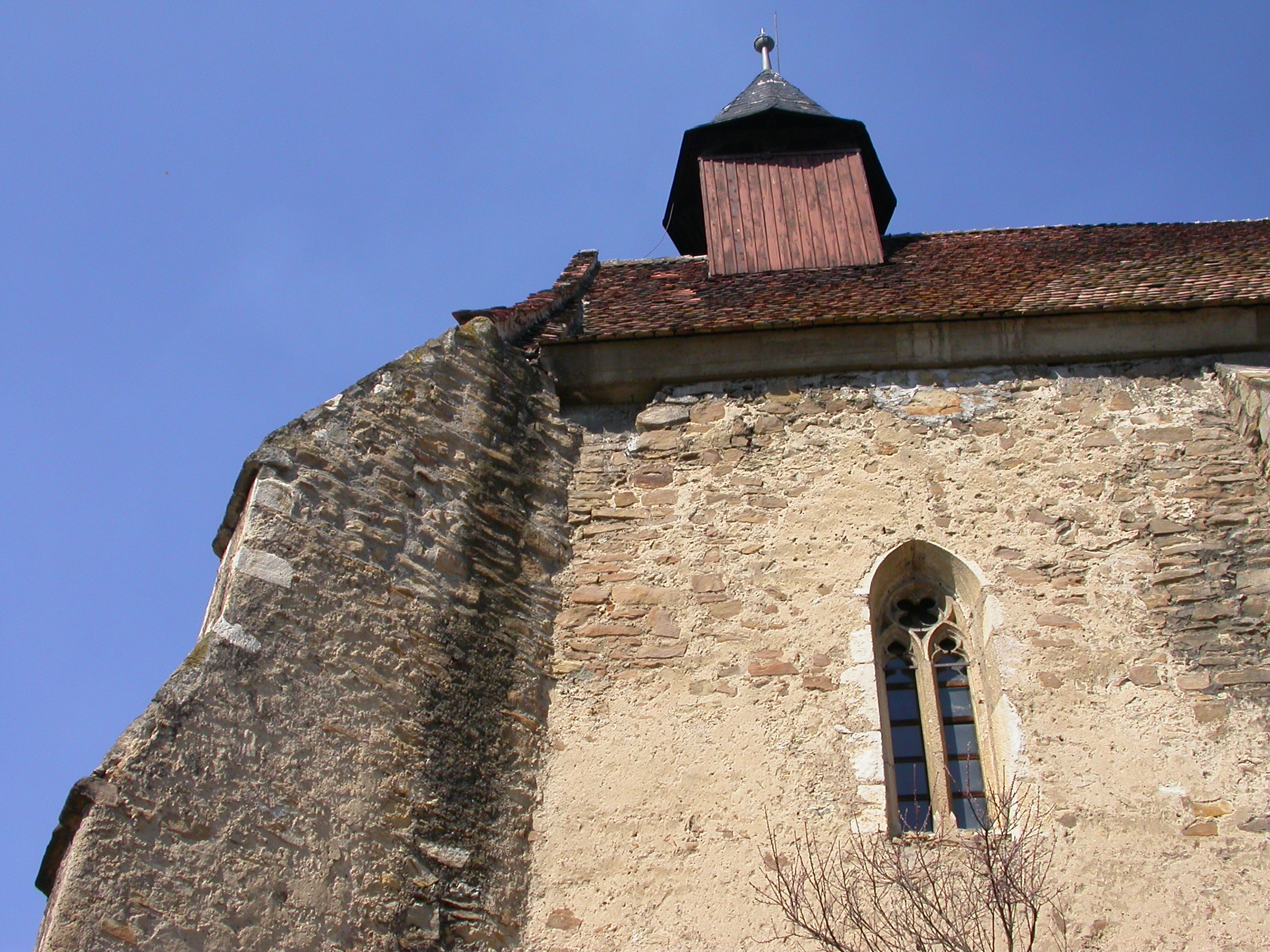
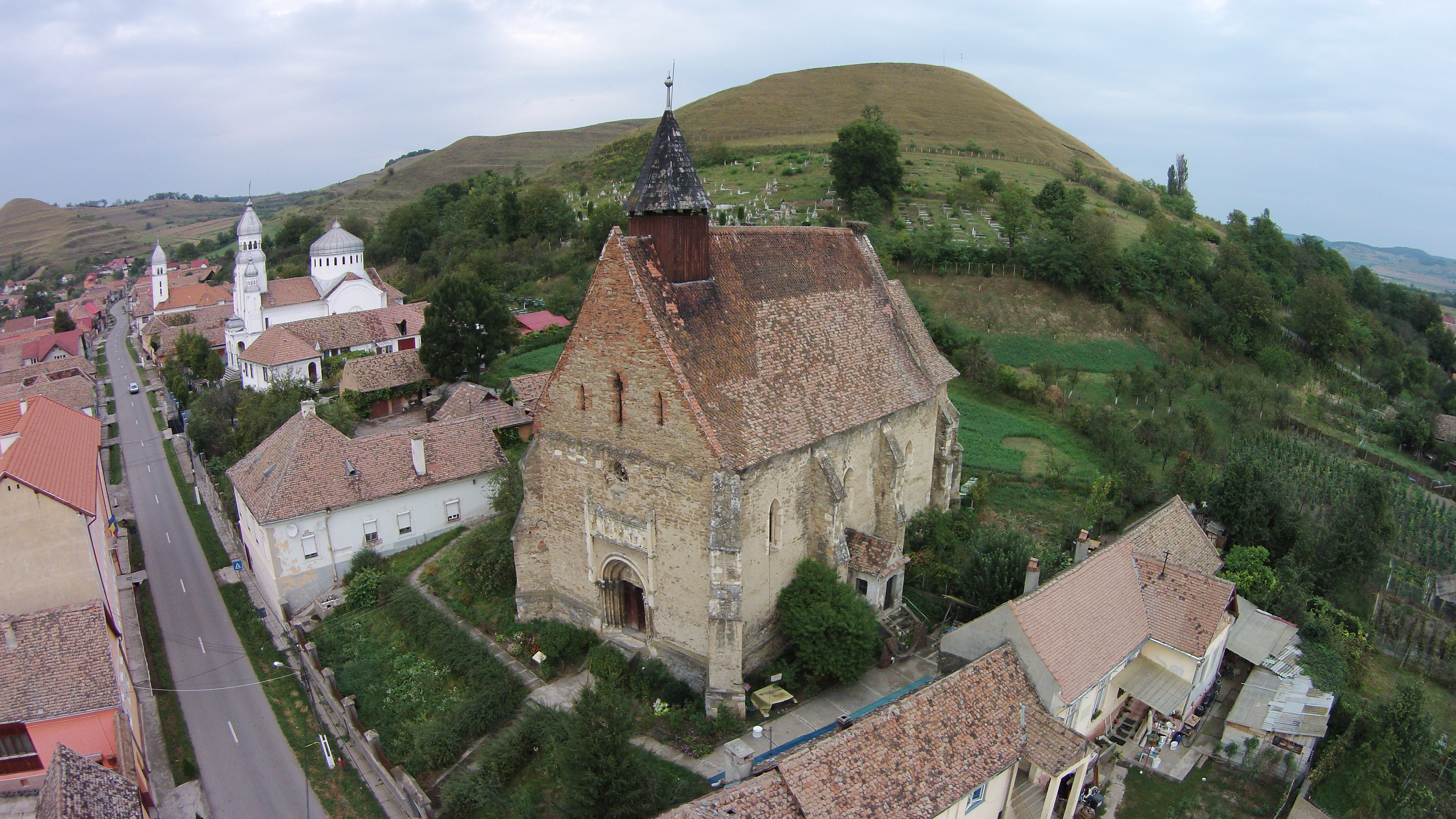